# Richard Sacher
Richard Sacher (1. září 1942 Úpice – 27. února 2014 Červený Kostelec) byl český a československý politik Československé strany lidové, za normalizace představitel reformního proudu v ČSL, po sametové revoluci ministr vnitra Československa a poslanec Sněmovny lidu Federálního shromáždění.

## Životopis
Narodil se v Úpici na Trutnovsku. V letech 1956–1969 pracoval v manuálních profesích, v roce 1969 se stal placeným funkcionářem Československé strany lidové (členem strany byl od roku 1968). Tehdy maturoval a dálkově vystudoval právnickou fakultu v Praze. Zastával funkce tajemníka na okresní i krajské stranické úrovni. Byl krajským tajemníkem ČSL v Ústí nad Labem, později zaměstnancem Ústřední kanceláře ČSL.
V 80. letech představoval v rámci ČSL reformní křídlo, udržoval kontakty s křesťanským disentem. Odkazoval na politické myšlenky bývalého předsedy ČSL Františka Tomana. Dostal se kvůli tomu do sporu s ústředním tajemníkem ČSL Josefem Andršem a byl dočasně odvolán ze stranických funkcí. Již v roce 1982 se ale vrátil do stranických orgánů a stal se vedoucím Ústřední politické školy ČSL v Klínci u Prahy. Zde rozvíjel alternativní koncepce lidovecké politiky, ovlivnila ho i sovětská perestrojka. V přípravě na sjezd ČSL v roce 1987 zorganizoval spolu s přítelem disidentem Václavem Malým podpisovou akci usilující o odvolání tehdejšího ústředního tajemníka strany Josefa Andrše coby představitele prokomunistického křídla strany. Petice byla ovšem vyzrazena a sjezd proběhl pod kontrolou starého vedení. V roce 1988 jeho spory se stranickým vedením eskalovaly. Vedení ČSL totiž odmítlo přednášky, které organizoval v Ústřední politické škole ČSL spolu s Ogňanem Tuleškovem. V říjnu 1988 se proto obrátil formou dopisu na členy ÚV ČSL, v němž kritizoval poměry ve straně a požadoval větší příklon ke křesťanským zásadám. Jeho apel byl ovšem odmítnut a koncem roku 1988 byl zbaven všech funkcí ve straně.
Jeho politická kariéra začala opět v roce 1989 během sametové revoluce. Už 27. listopadu 1989 se v rámci výměny stranických špiček stal ústředním tajemníkem ČSL. Zasedl rovněž ve vládě. V první vládě Mariána Čalfy (vláda národního porozumění) byl nejprve v prosinci 1989 ministrem bez portfeje a pak od konce prosince 1989 do června 1990 ministrem vnitra Československa. Ve funkci provedl výrazné porevoluční změny, včetně rozpuštění Státní bezpečnosti v únoru 1990. Ve funkci čelil kritice části Občanského fóra (výrazným kritikem byl zejména Ladislav Lis) za nezvládnutí transformace resortu do nových poměrů. Václav Havel mu ale až do konce funkčního období této Čalfovy vlády vyjadřoval podporu. Později byl obviňován, že připustil skartaci mnohých svazků o StB.
Ve volbách roku 1990 byl zvolen za KDU-ČSL do Sněmovny lidu (volební obvod Východočeský kraj). Ve Federálním shromáždění setrval do voleb roku 1992. V parlamentu se orientoval na bezpečnostní tematiku a kriticky dohlížel na působení svého nástupce v čele ministerstva vnitra. Jeho politický vliv ale slábl. V souvislosti s aférou Josefa Bartončíka, jehož spolupráce s komunistickou StB byla zveřejněna před volbami roku 1990 a poškodila výsledky ČSL ve volbách, čelil Sacher kritice, že o Bartončíkově kompromitující minulosti věděl s jistým předstihem a přesto nepodnikl žádné preventivní kroky, které by stranu ochránily před dopady této aféry. V září 1990 byl Sacher na mimořádném sjezdu ČSL jedním z kandidátů na předsedu. V kandidátské řeči prosazoval koexistenci vícero názorových proudů v rámci strany a přimlouval se za orientaci na vytváření silných politických osobností. Post předsedy strany ale získal Josef Lux.
Počátkem roku 1992 začal navazovat veřejně styky s politiky prokomunistického Levého bloku a jeho strana jej vyzvala, aby ukončil členství v KDU-ČSL, a pak vyloučila. V následném období působil jako podnikatel.
V roce 2000 neúspěšně kandidoval do senátu na Náchodsku jako nestraník za ČSSD.
V roce 2007 oznámilo Vojenské zpravodajství, že byl evidován jako spolupracovník vojenské kontrarozvědky VKR před rokem 1989.
Zemřel 27. února 2014 v Hospici Anežky České v Červeném Kostelci.